# Delfín Modesto Brandón
Delfín Modesto Brandón (en portugués: Delfim Modesto Brandão), (Tourém, Montalegre; 1835-?) fue un político mixto de origen portugués, y administrador de Correos en la Capitanía General de Puerto Rico. Fue el penúltimo juez —jefe de Estado— de Coto Mixto, de acuerdo a sus memorias.

## Biografía
Se mudó al Coto Mixto y asumió el cargo de Juez en enero de 1863, siendo elegido para poner fin a los abusos continuos y violaciones de la soberanía por parte de las autoridades portuguesas y españolas. Renunció al cargo cuando la partición y anexión del territorio era inminente. Fue seguido por un último juez, que remató su mandato con la partición y anexión formal del territorio, entre España y el Reino de Portugal, el 23 de junio de 1868.
Entre 1881 y 1885 sirvió en la administración postal española en Aguadilla, Puerto Rico.
En 1904 completó un libro de memorias donde cuenta las últimas décadas del Coto Mixto hasta su extinción. Estas memorias fueron publicadas en español en 1907 como Interesante Historieta del Coto Mixto.